# Catégorie triangulée
En mathématiques, une catégorie triangulée est une catégorie dotée d'une structure supplémentaire. De telles catégories ont été suggérées par Alexander Grothendieck et développées par Jean-Louis Verdier dans sa thèse de 1963 pour traiter les catégories dérivées.
La notion de t-structure, qui y est directement liée, permet de reconstruire (en un sens partiel) une catégorie à partir d'une catégorie dérivée.

## Définition
Une catégorie triangulée est une catégorie additive C munie d'un « foncteur de translation additif », d'une collection de triangles (dits « triangles distingués ») et vérifiant un jeu d'axiomes qui déterminent des contraintes sur quels triangles peuvent ou doivent être dits distingués.
Si on note T : C → C le foncteur de translation (parfois noté {\displaystyle X[1]}), alors un triangle est un sextuplet constitué de trois objets et trois morphismes :
{\displaystyle X{\stackrel {\alpha }{\to }}Y{\stackrel {\beta }{\to }}Z{\stackrel {\gamma }{\to }}TX}
L'idée sous-jacente est que dans une telle catégorie, les triangles jouent un rôle analogue aux suites exactes.
Les axiomes de Verdier sont les suivants :
- (TR1) Le triangle {\displaystyle X{\stackrel {\mathrm {id} _{X}}{\longrightarrow }}X\to 0\to TX} est distingué. Pour tout morphisme f : X → Y, il existe un triangle distingué {\displaystyle X{\stackrel {f}{\longrightarrow }}Y\to Z\to TX} (le « mapping cone » de f). Un triangle isomorphe à un triangle distingué est considéré distingué également.
- (TR2) Le triangle {\displaystyle X{\stackrel {f}{\to }}Y{\stackrel {g}{\to }}Z{\stackrel {h}{\to }}TX} est distingué si et seulement si le triangle {\displaystyle Y{\stackrel {-g}{\longrightarrow }}Z{\stackrel {-h}{\longrightarrow }}TX{\stackrel {-Tf}{\longrightarrow }}TY} est distingué.
- (TR3) Si on a une application entre deux morphismes, l'axiome (TR3) garantit qu'il existe un morphisme entre les deux mapping cones, avec les relations de commutations. On a ainsi une application h (non nécessairement unique) qui fait commuter tous les carrés dans le diagramme suivant, où chaque ligne décrit un triangle distingué :

- (TR4) Si on se donne trois triangles distingués de la forme

{\displaystyle X{\stackrel {f}{\longrightarrow }}Y{\stackrel {g}{\longrightarrow }}Y/X{\stackrel {}{\longrightarrow }}TX}
{\displaystyle Y{\stackrel {g}{\longrightarrow }}Z{\stackrel {k}{\longrightarrow }}Z/Y{\stackrel {}{\longrightarrow }}TY}
{\displaystyle X{\stackrel {g\circ f}{\longrightarrow }}Z{\stackrel {l}{\longrightarrow }}Z/X{\stackrel {}{\longrightarrow }}TX}
alors il existe un triangle distingué
{\displaystyle Y/X{\stackrel {u}{\longrightarrow }}Z/X{\stackrel {v}{\longrightarrow }}Z/Y{\stackrel {w}{\longrightarrow }}T(Y/X)}
qui vérifie les relations de commutation octaédriques.
Il existe plusieurs reformulations de ces axiomes, en particulier (TR4).

## t-structures ett-catégories
On a le phénomène suivant : différentes catégories abéliennes peuvent donner des catégories dérivées qui, elles, sont équivalentes. De fait, il est en général impossible de retrouver une catégorie à partir de sa dérivée. La notion de t-structure donne une solution, forcément partielle, à cette situation.
Pour comprendre l'idée sous-jacente, considérons une catégorie abélienne A, et notons :
- {\displaystyle D=D^{b}(A)}, la catégorie dérivée pour les complexes bornés ;
- {\displaystyle D^{\geq n}} la sous-catégorie pleine de D constituée des complexes tels que {\displaystyle H^{i}(A)=0} à moins que i ≥ n ;
- {\displaystyle D^{\leq n}} la sous-catégorie pleine de D constituée des complexes tels que {\displaystyle H^{i}(A)=0} à moins que i ≤ n.

On a les faits suivants :
- (TS1) Si {\displaystyle A\in D^{\leq 0}} et {\displaystyle B\in D^{\geq 1}}, alors {\displaystyle \operatorname {Hom} (A,B)=0} ;
- (TS2a) {\displaystyle D^{\leq 0}\subset D^{\leq 1}} ;
- (TS2b) {\displaystyle D^{\geq 1}\subset D^{\geq 0}} ;
- (TS3) Pour tout élément Y de D, on a un triangle distingué {\displaystyle X\to Y\to Z\to TX}, où {\displaystyle X\in D^{\leq 0}} et {\displaystyle Z\in D^{\geq 1}}.

La définition d'une t-structure est calquée sur ces observations.
Une t-structure sur une catégorie triangulée D est une paire {\displaystyle \left(D^{\leq 0},D^{\geq 0}\right)} vérifiant les axiomes (TS1), (TS2a), (TS2b) et (TS3), et telle que
{\displaystyle D^{\leq n}=T^{-n}D^{\leq 0}}
{\displaystyle D^{\geq n}=T^{-n}D^{\geq 0}}
Une catégorie triangulée équipée d'une t-structure est appelée t-catégorie.
Le cœur d'une t-structure est la catégorie abélienne {\displaystyle D^{\leq 0}\cap D^{\geq 0}}. Le cœur s'identifie à la catégorie A de départ, à quelques précautions près. En général, et c'est un des intérêts de cette approche, il a de bien meilleures propriétés qu'elles : c'est en particulier utile dans l'étude des faisceaux sur un espace avec singularités (au moyen des faisceaux pervers) et des catégories triangulées.

## Exemples
- Si k est un corps, la catégorie des k-espaces vectoriels est triangulée, avec TX = X et les triangles distingués étant toutes les suites exactes de la forme X → Y → Z → X → Y.
- L'exemple canonique et la raison d'être des catégories triangulées : une catégorie dérivée est triangulée.
- Cela découle notamment du fait que la catégorie K(A) d'homotopie des chaînes de complexes sur une catégorie abélienne A est triangulée : le foncteur de translation est exactement le foncteur de suspension des complexes de chaînes (qui décale les indices d'un cran et change le signe des opérateurs bord), les triangles distingués sont ceux issus du mapping cone {\displaystyle X{\stackrel {f}{\longrightarrow }}Y\to \operatorname {Cone} (f)\to TX}.